# Madonna dagli occhi grossi
La Madonna dagli occhi grossi è un dipinto a tempera e oro su tavola (97x67 cm) del Maestro di Tressa, databile al 1225 circa e conservato nel Museo dell'Opera del Duomo di Siena.

## Storia e descrizione
Alla vigilia del 4 settembre 1260, i senesi, guidati dal podestà Bonaguida Lucari, facevano un solenne voto davanti alla Madonna dell'altare maggiore del Duomo di offrire la città in cambio della protezione durante l'imminente battaglia di Montaperti. In tutta probabilità tale tavola è la cosiddetta Madonna dagli occhi grossi nell'Opera del Duomo, attribuita da Garrison al Maestro di Tressa, la più importante personalità pittorica della prima metà del Duecento a Siena.
Il nome popolare del dipinto non deriva dagli occhi della Vergine, ma dagli ex-voto tondeggianti che le erano appesi intorno. È dimostrato che il pannello anticamente aveva dimensioni più ampie, rimpicciolite per farlo entrare in qualche altare successivo. Molto verosimilmente aveva la forma di un dossale, con ai lati alcune storie della vita di Maria, similmente al Paliotto del Salvatore, dello stesso artista.
Si tratta di una rappresentazione della Maestà secondo lo schema ancora più semplice e frontale, legato all'arte romanica. Maria è assisa su un trono ligneo senza spalliera, costruito da fasce sovrapposte e culminante nel cuscino cilindrico rosso; allo schema frontale fa eccezione solo la pedana, che scarta verso sinistra in una rudimentale rappresentazione assonometrica. In grembo Maria regge il Bambino benedicente, che assomiglia a un piccolo filosofo antico, avvolto nella toga e reggente un rotolo tipicamente bizantino. La mano destra ha tre dita unite (che rappresentano la Santissima Trinità) e due dita separate (che rappresentano la natura divina e umana di Cristo). Le loro aureole e alcuni dettagli del trono sono arricchiti da inserti a rilievo in pastiglia, a imitazione delle icone metalliche arricchite di castoni. La stessa figura centrale è leggermente in rilievo, ed è dominata da colori basici e brillanti. Anche la cornice presenta motivi a rilievo.
Ai lati, in alto, lo spazio vuoto è riempito da due angeli con turiboli, simmetrici ma differenziati nel colore della veste e in altri piccoli dettagli.